# Krystyna Feldman

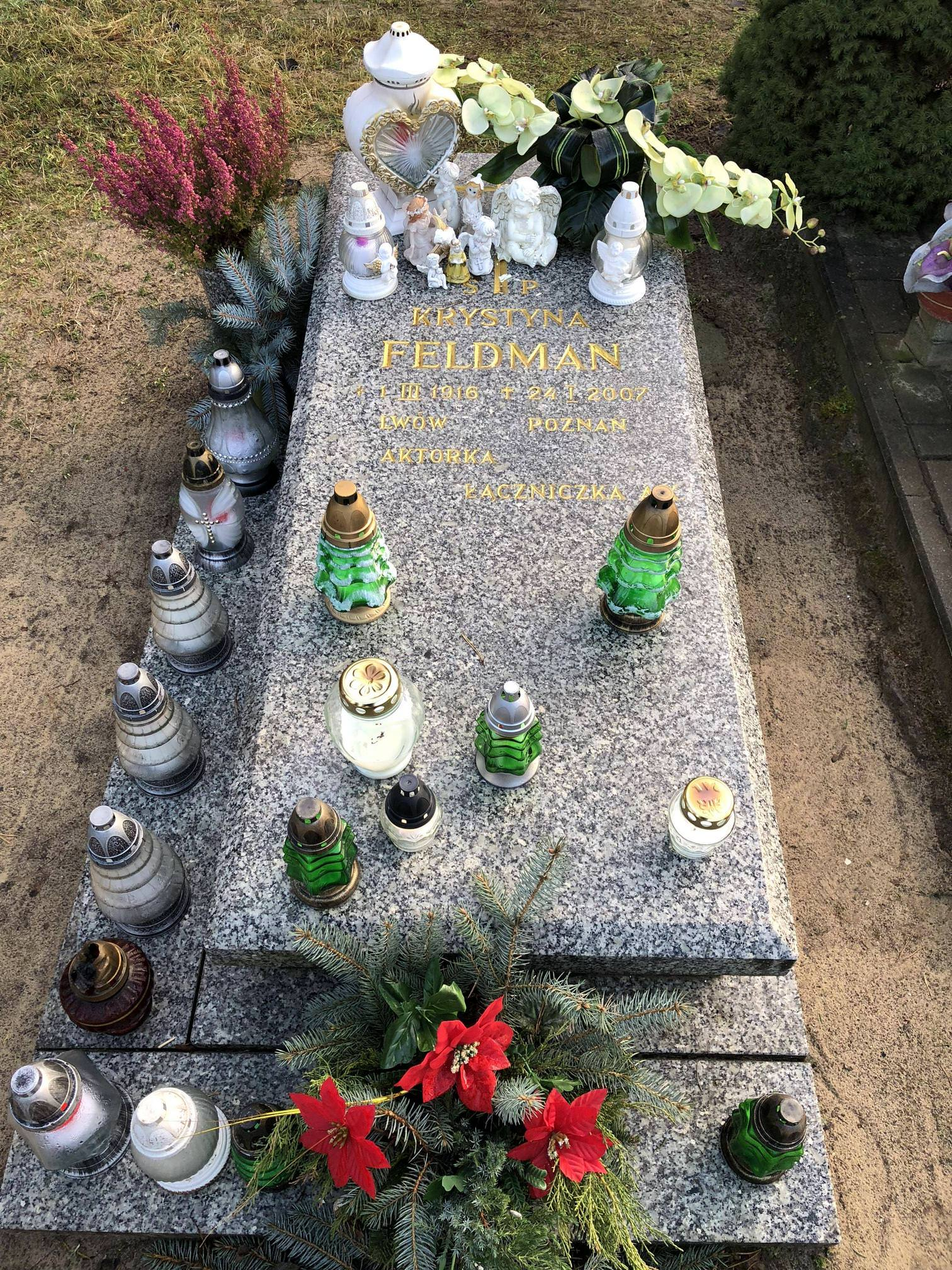
Grób Krystyny Feldman na cmentarzu Miłostowo w Poznaniu od 2007 do 2021

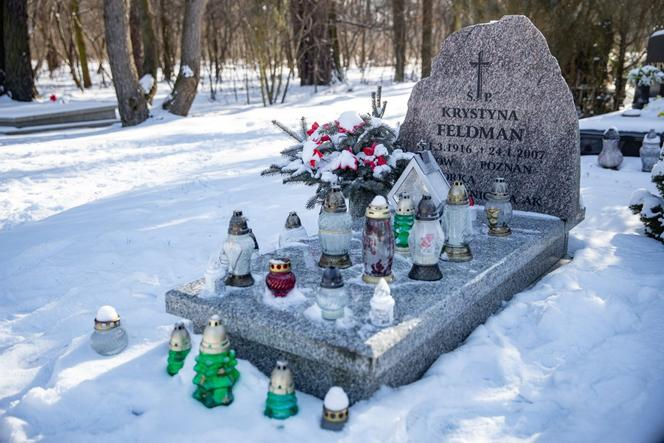
Nowy grób od 2021

Znicze i kwiaty składane przed Teatrem Nowym w Poznaniu po śmierci aktorki

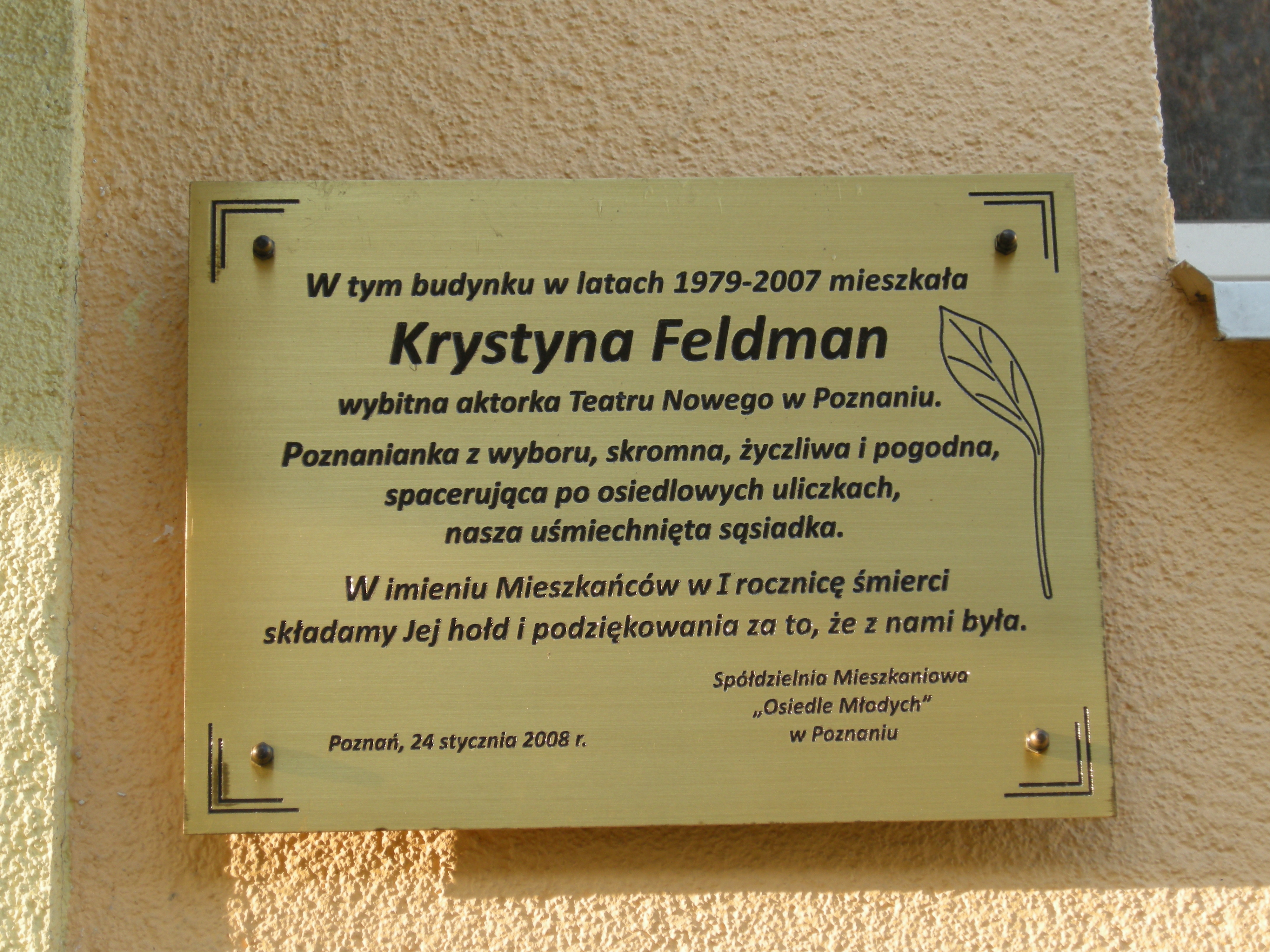
Tablica pamiątkowa poświęcona aktorce w miejscu jej zamieszkania na osiedlu Armii Krajowej w Poznaniu (2009)

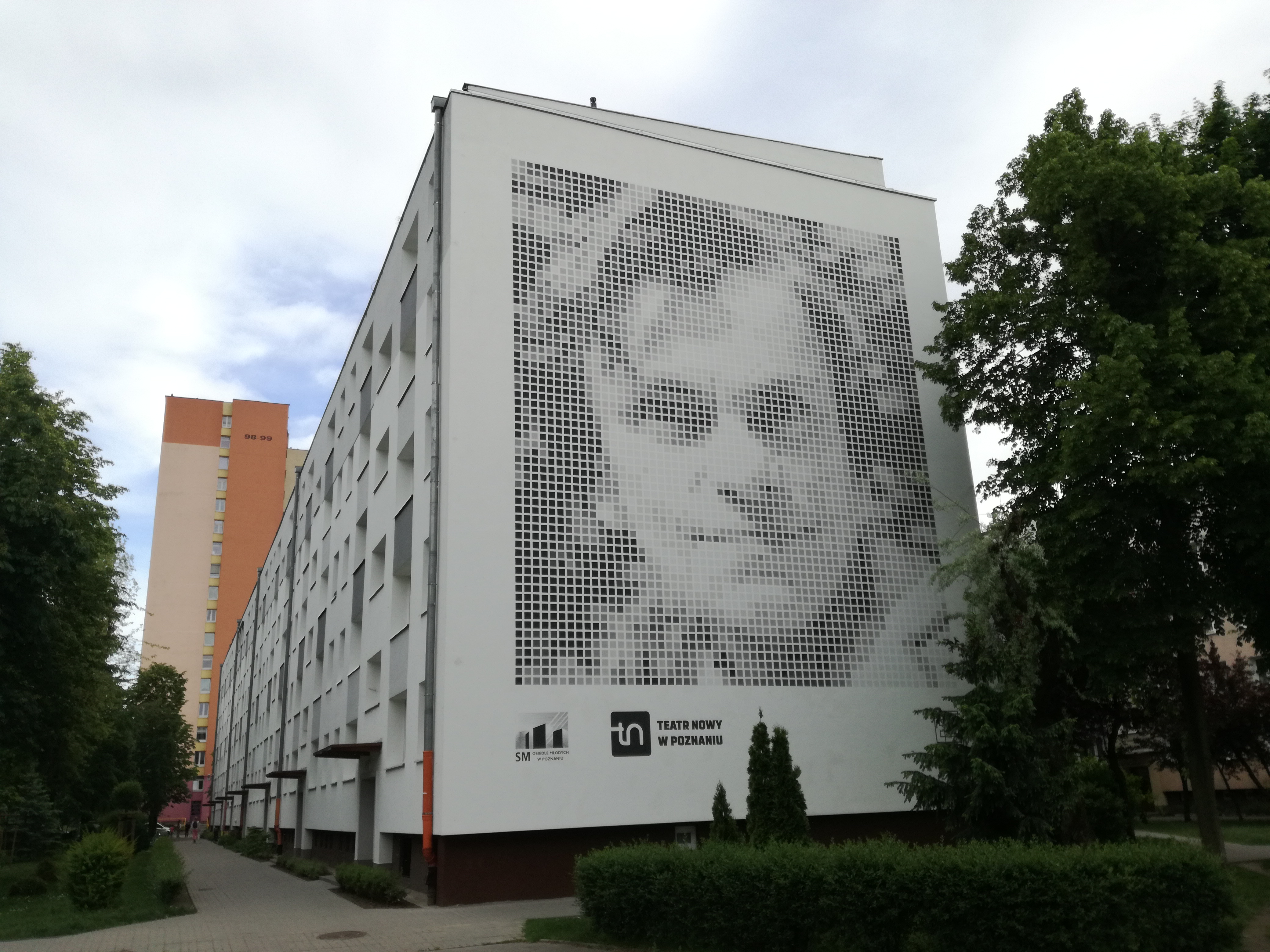
Mural z podobizną aktorki, którego autorem jest Wojciech Ejsmondt, widniejący na ścianie bloku, w którym mieszkała (2019)

Krystyna Zofia Feldman (ur. 1 marca 1916 we Lwowie, zm. 24 stycznia 2007 w Poznaniu) – polska aktorka, dwukrotna laureatka Orła za drugoplanową rolę w filmie To ja, złodziej i pierwszoplanową w filmie Mój Nikifor.
Znana z roli matki Haliny i teściowej Ferdynanda Kiepskiego, Rozalii Wspaniałej  (zwanej „Babką Kiepską”) w sitcomie Świat według Kiepskich, malarza Nikifora w filmie Mój Nikifor, a także wyrazistych ról epizodycznych.

## Życiorys
Urodziła się w rodzinie polsko-żydowskiej. Była wnuczką Hermanna Feldmanna (c.k. inspektora policji w Krakowie) oraz córką aktora specjalizującego się w rolach szekspirowskich, uchodzącego za gwiazdę początku XX wieku Ferdynanda Feldmana i aktorki teatralnej i śpiewaczki operowej Katarzyny Feldman z domu Sawickiej. Grała małe role od piątego roku życia. Po śmierci ojca (zm. 3 czerwca 1919) matka kształciła ją w prywatnym lwowskim studiu aktorskim prowadzonym przez aktora Janusza Strachockiego. W 1934 ukończyła gimnazjum im. Królowej Jadwigi we Lwowie; maturę zdała eksternistycznie, aby zdążyć na egzaminy do szkoły teatralnej. Po trzech latach nauki, w 1937, ukończyła Państwowy Instytut Sztuki Teatralnej w Warszawie. Niedługo potem debiutowała w Teatrze Miejskim we Lwowie. W 1939 została zaangażowana do teatru w Łucku, jednak po wybuchu II wojny światowej wróciła do Lwowa. W 1942 została zaprzysiężona jako żołnierka Armii Krajowej. Pełniła w niej funkcję łączniczki.
Na scenę teatru lwowskiego powróciła w 1944 po wkroczeniu do miasta Armii Czerwonej. Zagrała wówczas męską rolę Staszka w Weselu Wyspiańskiego, reżyserowanym przez Aleksandra Bardiniego. Po wojnie występowała w teatrach, między innymi Łodzi (przez kilkanaście lat była aktorką i pomocniczką reżysera oraz reżyserką u Kazimierza Dejmka w Teatrze Nowym, występowała również w tamtejszym Teatrze Powszechnym), Katowic, Szczecina, Opola, Krakowa (w Teatrze Ludowym w Nowej Hucie) i Poznania (w Teatrze Polskim oraz – od 1983 – w Teatrze Nowym).
Zagrała również kilkanaście ról w spektaklach Teatru Telewizji, między innymi u Jerzego Antczaka, Andrzeja Barańskiego, Rudolfa Zioły, Olgi Lipińskiej i trzykrotnie u Izabelli Cywińskiej.
W 1980 Służba Bezpieczeństwa wszczęła wobec aktorki sprawę operacyjnego rozpoznania o kryptonimie „Aranżerka”. Krystynę Feldman zaczęto nękać po tym, jak podpisała list w obronie autonomii Uniwersytetu im. Adama Mickiewicza w Poznaniu. Mimo kontroli korespondencji, częstych rewizji w mieszkaniu i wielu utrudnień w rozwoju kariery aktorka nie dała się złamać.
Kilka lat po śmierci aktorki jej bratanek odkrył rękopis. Nie wiadomo, gdzie i w jakich latach powstawała powieść Feldman. Książka Światła które nie gasną została wydana w 2016 w 100. rocznicę jej urodzin. Książka ukazała się nakładem Wydawnictwa Miejskiego Poznania we współpracy z Teatrem Nowym im. Tadeusza Łomnickiego w Poznaniu.

## Życie prywatne
Jej partnerem życiowym był starszy blisko o 26 lat od niej Stanisław Bryliński (ur. 1 maja 1890, zm. 10 października 1953).
Zmarła 24 stycznia 2007 w swoim poznańskim mieszkaniu na osiedlu Armii Krajowej 76. Aktorce poświęcono mural autorstwa Wojciecha Ejsmondta. Pochowano ją 29 stycznia 2007 w alei zasłużonych na cmentarzu komunalnym Miłostowo (pole AZ-P-1). Zgodnie z życzeniem aktorki złożono ją do grobu w kostiumie z ostatniego spektaklu – monodramu I to mi zostało.

## Kariera filmowa
Już pierwsza filmowa rola – dewotki w Celulozie (1953) Jerzego Kawalerowicza – na długo ukształtowała jej kinowe emploi. Podobną postać, wyraźnie jednak różnicowaną charakterologicznie, obdarzaną stale indywidualnym rysem, powtarzała w Kaloszach szczęścia (1958), Awanturze o Basię (1959), Dwóch żebrach Adama (1963), Piekle i niebie (1966), Czerwonym i złotym (1969), czy w Głosie z tamtego świata (1962) Stanisława Różewicza, gdzie po raz pierwszy pojawiła się w roli nieepizodycznej.
Stała się jedną z najbardziej wyrazistych aktorek drugiego i trzeciego planu. Na ekranie tworzyła różne, często sprzeczne wewnętrznie typy, w których groteska mieszała się z powagą, ekscentryczność ze spokojem, fizyczna słabość z siłą i charyzmą. Grała postaci hrabin (Godzina pąsowej róży, 1963), żebraczek (Mansarda, 1963; Dwa księżyce, 1993), działaczek społecznych (Święta wojna, 1965), chłopek (Samotność we dwoje, 1968), pijaczek (Nad rzeką, której nie ma, 1991), oszustek (odcinek 4 serialu Kapitan Sowa na tropie), sędzin (Otello z M-2, 1968) czy królowych (Ubu król, 2003).
Szerokiej publiczności dała się poznać dopiero w latach osiemdziesiątych, po roli zdziwaczałej ciotki głównego bohatera w Yesterday Radosława Piwowarskiego. Często współpracowała z młodymi, debiutującymi twórcami, w tym Janem Jakubem Kolskim (Pogrzeb kartofla), Konradem Szołajskim (Człowiek z...) i Mariuszem Trelińskim (Łagodna). Masową popularność zyskała w wieku 83 lat, kiedy zagrała babcię Rozalię w popularnym serialu Świat według Kiepskich (1999–2005).
W 2004, w wieku 88 lat, wystąpiła po raz pierwszy w głównej roli. W Moim Nikiforze Krzysztofa Krauzego wcieliła się w postać malarza Nikifora Krynickiego. Jej kreacja spotkała się z entuzjastycznym przyjęciem publiczności, krytyków oraz jurorów polskich i zagranicznych festiwali filmowych. Nikifor nie był jednak pierwszą męską rolą w jej dorobku. Oprócz wspomnianego wcześniej Staszka z Wesela w teatrze grała także role Kaja w Królowej Śniegu i pana Ciuciumkiewicza w Domu otwartym.
Feldman aktywnie wspierała działalność poznańskiego studenckiego Teatrzyku Towarzyskiego Jacka Kowalskiego.

## Filmografia
| Filmy fabularne i etiudy |                                         | | |
| Rok                      | Tytuł                                   | Reżyser | Rola |
| 1953                     | Celuloza                                | Jerzy Kawalerowicz | dewotka na wykładzie księdza Woydy |
| 1955                     | Godziny nadziei                         | Jan Rybkowski | kobieta trafiona w czoło |
| 1956                     | Trzy kobiety                            | Stanisław Różewicz | kobieta czekająca w kolejce po chleb |
| 1957                     | Selene                                  | Halina Wirska | |
| 1957                     | Król Maciuś I                           | Wanda Jakubowska | nauczycielka |
| 1957                     | Kapelusz pana Anatola                   | Jan Rybkowski | koleżanka z pracy – kobieta na przyjęciu |
| 1958                     | Wolne miasto                            | Stanisław Różewicz | telefonistka Zosia |
| 1958                     | Noc poślubna                            | Erik Blomberg | kobieta wiejska |
| 1958                     | Kalosze szczęścia                       | Antoni Bohdziewicz | kobieta wychodząca z damskiej toalety w barze „Pod Strzelbą” |
| 1959                     | Zobaczymy się w niedzielę               | Stanisław Lenartowicz | służąca Frania |
| 1959                     | Wspólny pokój                           | Wojciech Jerzy Has | dozorczyni |
| 1959                     | Miejsce na ziemi                        | Stanisław Różewicz | oszustka w hali targowej |
| 1959                     | Inspekcja pana Anatola                  | Jan Rybkowski | członkini jury konkursu piękności w Paryżewie |
| 1959                     | Awantura o Basię                        | Maria Kaniewska | dewotka |
| 1960                     | Walet pikowy                            | Tadeusz Chmielewski | kobieta goniąca „Testona” |
| 1961                     | Świadectwo urodzenia                    | Stanisław Różewicz | chłopka z pacyfikowanej wsi |
| 1961                     | Nafta                                   | Stanisław Lenartowicz | swatka |
| 1961                     | Komedianty                              | Maria Kaniewska | służąca kucharka |
| 1962                     | Szpital                                 | Janusz Majewski | pielęgniarka |
| 1962                     | I ty zostaniesz Indianinem              | Konrad Nałęcki | „kwaśna” sprzedawczyni wódki |
| 1962                     | Głos z tamtego świata                   | Stanisław Różewicz | Hela Fabiańczykowa |
| 1963                     | Mansarda                                | Konrad Nałęcki | nędzarka |
| 1963                     | Kryptonim Nektar                        | Leon Jeannot | właścicielka kotów |
| 1963                     | Godzina pąsowej róży                    | Halina Bielińska | hrabina w salonie |
| 1963                     | Dwa żebra Adama                         | Janusz Morgenstern | mieszkanka Godów protestująca pod domem Wiktusów |
| 1963                     | Yokmok                                  | Stanisław Możdżeński | gospodyni kapitana portu |
| 1964                     | Przerwany lot                           | Leonard Buczkowski | urzędniczka |
| 1965                     | Święta wojna                            | Julian Dziedzina | działaczka „Naprzodu” |
| 1965                     | Lekarstwo na miłość                     | Jan Batory | pracownica Związku Kynologicznego |
| 1966                     | Sublokator                              | Janusz Majewski | pielęgniarka |
| 1966                     | Piekło i niebo                          | Stanisław Różewicz | pasażerka autobusu |
| 1967                     | Stajnia na Salvatorze                   | Paweł Komorowski | sąsiadka Teresy |
| 1967                     | Pieczona gęś                            | Romuald Drobaczyński | wieśniaczka |
| 1967                     | Długa noc                               | Janusz Nasfeter | kobieta z zepsutym zegarkiem |
| 1968                     | Weekend z dziewczyną                    | Janusz Nasfeter | gospodyni Stannego |
| 1968                     | Samotność we dwoje                      | Stanisław Różewicz | wiejska kobieta |
| 1968                     | Pomnik                                  | Marek Wortman | |
| 1968                     | Otello z M-2                            | Julian Dziedzina | sędzia |
| 1968                     | Lalka                                   | Wojciech Jerzy Has | rajfurka, „opiekunka” Magdalenki |
| 1969                     | Czerwone i złote                        | Stanisław Lenartowicz | dewotka |
| 1970                     | Dzięcioł                                | Jerzy Gruza | panna Klara, sekretarka dyrektora |
| 1970                     | Abel, twój brat                         | Janusz Nasfeter | nauczycielka śpiewu |
| 1971                     | Kłopotliwy gość                         | Jerzy Ziarnik | sprzątaczka w szkole |
| 1974                     | Sędziowie. Tragedya                     | Konrad Swinarski | Feiga |
| 1976                     | Przepłyniesz rzekę                      | Tadeusz Kijański | matka Helki |
| 1976                     | Kradzież                                | Piotr Andrejew | matka Mirosława Maciejewskiego |
| 1977                     | Palace Hotel                            | Ewa Kruk | staruszka na dworcu |
| 1981                     | Kłamczucha                              | Anna Sokołowska | kobieta w kawiarni |
| 1982                     | Wyłap                                   | Henryk Dederko | pani magister |
| 1984                     | Zabicie ciotki                          | Grzegorz Królikiewicz | Emilka |
| 1984                     | Yesterday                               | Radosław Piwowarski | ciotka „Ringa” |
| 1987                     | Pociąg do Hollywood                     | Radosław Piwowarski | pani Krysia, strażniczka w Fabryce Snów Nr 1 |
| 1988                     | Powrót do Polski                        | Paweł Pitera | wydająca jedzenie dla żołnierzy w tramwaju |
| 1989                     | Szklany dom                             | Małgorzata Kopernik | dozorczyni Bogdańska |
| 1990                     | Śmierć dziecioroba                      | Wojciech Nowak | Kopciowa |
| 1990                     | Pogrzeb kartofla                        | Jan Jakub Kolski | Maryśka, matka Gorzelaka |
| 1991                     | Obywatel świata                         | Roland Rowiński | babcia Janka |
| 1991                     | Nad rzeką, której nie ma                | Andrzej Barański | Magotka |
| 1991                     | L'aura                                  | Sergio Vega | |
| 1991                     | Latające machiny kontra Pan Samochodzik | Janusz Kidawa | Zofia, gosposia Lejwody-Arizony |
| 1993                     | Dwa księżyce                            | Andrzej Barański | żebraczka Agata |
| 1993                     | Człowiek z...                           | Konrad Szołajski | archiwistka MSW |
| 1994                     | Wenn alle Deutschen schlafen            | Frank Beyer | „jędza” |
| 1995                     | Łagodna                                 | Mariusz Treliński | ciocia żony |
| 1995                     | Horror w Wesołych Bagniskach            | Andrzej Barański | służąca Józefa |
| 1998                     | Złoto dezerterów                        | Janusz Majewski | łuczniczka Wilhelmina Koroniecka, wicemistrzyni świata w 1932 |
| 1999                     | Ogniem i mieczem                        | Jerzy Hoffman | Ukrainka |
| 2000                     | To ja, złodziej                         | Jacek Bromski | babcia „Jaja” |
| 2001                     | Edges of the Lord                       | Jerzy Bogajewicz | Wanda, żona Batylina |
| 2002                     | Break Point                             | Marek Nowicki | |
| 2003                     | Ubu Król                                | Piotr Szulkin | królowa Rozamunda |
| 2003                     | Stara baśń. Kiedy słońce było bogiem    | Jerzy Hoffman | wróżka |
| 2004                     | Mój Nikifor                             | Krzysztof Krauze | Nikifor Krynicki |
| 2005                     | Przybyli ułani                          | Sylwester Chęciński | Janikowa |
| 2006                     | Dublerzy                                | Marcin Ziębiński | babka Gambini |
| 2007                     | Ryś                                     | Stanisław Tym | Wizuch, sprzątaczka w komendzie policji w Suwałkach |
| Seriale telewizyjne      |                                         | | |
| Rok                      | Tytuł                                   | Reżyser | Rola |
| 1965                     | Kapitan Sowa na tropie                  | Stanisław Bareja | Kwiecińska (odcinek 4) |
| 1968                     | Stawka większa niż życie                | Andrzej Konic, Janusz Morgenstern | sekretarka Reila (odcinek 3) |
| 1968                     | Klub profesora Tutki                    | Andrzej Kondratiuk | kwiaciarka (odcinek 7), paniusia (odcinek 12) |
| 1972                     | Chłopi                                  | Jan Rybkowski | żebraczka (odcinek 11) |
| 1976                     | Czterdziestolatek                       | Jerzy Gruza | dyrygent orkiestry w Pałacu Młodzieży (odcinek 16) |
| 1981                     | Jan Serce                               | Radosław Piwowarski | sąsiadka Krukowskich (odcinki: 3, 6, 7) |
| 1986                     | Na kłopoty… Bednarski                   | Paweł Pitera | Tzarowa, gospodyni Bednarskiego (odcinki: 1, 3–5, 7) |
| 1987                     | Rzeka kłamstwa                          | Jan Łomnicki | Bocianicha (odcinki: 1, 5) |
| 1988                     | Mistrz i Małgorzata                     | Maria Kuzemko, Maciej Wojtyszko | Annuszka (odcinki: 1, 2, 4) |
| 1991                     | Panny i wdowy                           | Janusz Zaorski | dyrektorka pensji (odcinek 3) |
| 1992                     | Mama – Nic                              | Andrzej Maleszka | asystentka fotografa (odcinek 1) |
| 1994                     | Stella stellaris                        | Robert Sigl | |
| 1996                     | Maszyna zmian. Nowe przygody            | Andrzej Maleszka | sprzedawczyni rybek (odcinek 1) |
| 1997                     | Pokój 107                               | Mirosław Dębiński | sprzątaczka |
| 1997                     | Boża podszewka                          | Izabella Cywińska | kobieta z okna (odcinek 10) |
| 1998–1999                | Złotopolscy                             | Janusz Zaorski, Radosław Piwowarski, Janusz Dymek, Ryszard Zatorski, Ireneusz Engler, Grzegorz Okrasa, Maciej Dutkiewicz, Dorota Lamparska                                                                                                  | Piekutowa, ciotka Łukasza „Świrusa” (odcinki: 17, 37, 117) |
| 1999–2005, 2007          | Świat według Kiepskich                  | Okił Khamidow | Rozalia „Babka” Małolepsza, Umcia Umcia pod postacią Babki (odcinek 6), zahipnotyzowany Ferdek (głos, odcinek 45), ożywiona kukła Babki (głos, odcinek 51), stary klon Haliny #1 (odcinek 125), stary klon Haliny #2 (odcinek 125), Belzebabka (odcinek 157) |
| 1999                     | Policjanci                              | Łukasz Wylężałek | sprzątaczka w liceum (odcinek 4) |
| 1999–2000                | Miodowe lata                            | Maciej Wojtyszko, Maciej Strzembosz | Obrochtowa, sąsiadka Krawczyków (odcinki: 20, 43) |
| 2000                     | Ogniem i mieczem                        | Jerzy Hoffman | Ukrainka |
| 2001                     | Garderoba damska                        | Andrzej Kotkowski, Adam Iwiński, Wojciech Pacyna, Janusz Kondratiuk | garderobiana Bronia (odcinki: 1–4) |
| 2002–2007                | Na dobre i na złe                       | Maciej Pieprzyca, Krzysztof Rogala, Teresa Kotlarczyk, Maciej Dejczer, Ryszard Zatorski, Wojciech Wójcik, Artur Urbański, Mariusz Malec, Jerzy Łukaszewicz, Waldemar Szarek, Artur Żmijewski, Piotr Wereśniak, Grzegorz Pacek               | pacjentka Maria Lach (odcinek 102), pani Kazia (odcinki: 264, 280, 284) |
| 2003                     | Plebania                                | Wojciech Solarz, Janusz Dymek, Jacek Lenczowski, Jerzy Sztwiertnia, Ryszard Brylski, Jerzy Łukaszewicz, Kazimierz Tarnas, Jan Kidawa-Błoński, Anita Anioł, Iwona Siekierzyńska, Kinga Lewińska, Maciej Migas, Anna Kazejak, Krzysztof Mazur | pani Gienia, woźna w tulczyńskiej szkole (odcinki: 265-267, 276, 281-282, 285–287, 292, 299-300, 309–311, 317, 321) |
| 2004                     | Stara baśń                              | Jerzy Hoffman | wróżka |
| 2006                     | Dublerzy                                | Marcin Ziębiński | babka Gambini |
| Polski dubbing           |                                         | | |
| Rok                      | Tytuł                                   | Reżyser dubbingu | Rola |
| 1960                     | Wszystko o Ewie                         | Romuald Drobaczyński | Birdie Coonan |

## Teatr
| Rok  | Sztuka                                          | Rola                     |
| 1945 | Wesele                                          | Staszek                  |
| 1946 | Dom kobiet                                      | Tekla Bełska             |
| 1947 | Romans                                          | Zuzanna Van Tail         |
| 1948 | Znak                                            | Wyszakowa                |
| 1948 | Pensjonat w starym dworze                       | Agata                    |
| 1948 | Niewinni winowajcy                              |                          |
| 1949 | Jadzia wdowa                                    | Melania                  |
| 1949 | Pan Damazy                                      | Pani Tykalska            |
| 1949 | Bajka                                           | Szurik                   |
| 1950 | Niemcy                                          | Dziecko żydowskie        |
| 1950 | Zemsta                                          |                          |
| 1950 | Sprawa Pawła Eszteraga                          |                          |
| 1950 | Zwycięstwo                                      | Fijałkowska              |
| 1951 | Poemat pedagogiczny                             | Kostek                   |
| 1951 | Horsztyński (Kossakowscy)                       |                          |
| 1952 | Z iskry rozgorzeje płomień                      | Paraskiewa               |
| 1953 | Królowa Śniegu                                  | Kaj                      |
| 1954 | Domek z kart                                    | Chłopiec z drukarni      |
| 1954 | Latarnia                                        | Kłoskowa                 |
| 1954 | Świat się kończy                                | Kumoszka                 |
| 1954 | Łaźnia                                          | Petentka                 |
| 1955 | Wesele Figara                                   |                          |
| 1955 | Maturzyści                                      |                          |
| 1956 | Święto Winkelrida                               |                          |
| 1956 | Miarka za miarkę                                | Pani Przepieczona        |
| 1957 | Gra miłości i śmierci                           |                          |
| 1957 | Kram z piosenkami                               | Gość                     |
| 1958 | Barbara Radziwiłłówna                           |                          |
| 1959 | Cudotwórca                                      | Staruszka II             |
| 1959 | Dom Bernardy Alba                               | Prudencja                |
| 1959 | Nie-Boska komedia                               | Szatan V, Widmo, Szatan  |
| 1959 | Bank Glembay Ltd                                |                          |
| 1960 | Księżycowy pantofelek                           |                          |
| 1960 | Śmierć komiwojażera                             |                          |
| 1960 | Kuglarze                                        | Sekretarka               |
| 1960 | Hamlet                                          |                          |
| 1961 | Opera za trzy grosze                            | Celia, Żebraczka         |
| 1961 | Pan Damazy                                      | Pani Tykalska            |
| 1961 | Historyja o chwalebnym Zmartwychwstaniu Pańskim |                          |
| 1962 | Uczciwa dziewczyna                              | Chłopiec z kawiarni      |
| 1962 | Burza                                           |                          |
| 1962 | Porwano Dorotkę                                 |                          |
| 1963 | Ten, który dotrzymuje słowa                     | Dewotka                  |
| 1963 | Dyplomaci                                       |                          |
| 1963 | Cyrano de Bergerac                              | Ochmistrzyni             |
| 1963 | Księżniczka Turandot                            |                          |
| 1964 | Ktoś nowy                                       |                          |
| 1964 | Niewidzialny książę                             |                          |
| 1965 | Dziady                                          | Sowa                     |
| 1965 | Dom otwarty                                     | Munia                    |
| 1965 | Tango                                           | Eugenia                  |
| 1966 | My Fair Lady                                    | Pani Pearce              |
| 1966 | Derby w pałacu                                  |                          |
| 1966 | Tajemnica starej wierzby                        | Żółw                     |
| 1967 | Klub kawalerów                                  |                          |
| 1967 | Noc spowiedzi                                   |                          |
| 1968 | Bereziacy                                       |                          |
| 1968 | Baba-Dziwo                                      | Baronowa Lelika Skwaczek |
| 1968 | Rzecz listopadowa                               | Buldog                   |
| 1969 | Filip z prawda w oczach                         | Chojnowska               |
| 1969 | Król Jan według Szekspira                       | Królowa Eleonora         |
| 1970 | Czajka                                          |                          |
| 1970 | Ballada o tamtych dniach                        | Matka Zygmunta           |
| 1970 | Fircyk w zalotach                               |                          |
| 1970 | Kordian                                         | Mieszczka                |

| Rok  | Sztuka                                   | Rola                                                              |
| 1970 | Krakowiacy i Górale                      | Stara kobieta                                                     |
| 1971 | Żołnierz i królewna                      | Czarownica                                                        |
| 1971 | Zykowowie                                | Cełowaniewa                                                       |
| 1972 | Idiota                                   | Księżna Białokońska                                               |
| 1972 | Romans z wodewilu                        | Katarzyna, Pani I                                                 |
| 1972 | Lubow Jarowaja                           | Maria Skopcewa                                                    |
| 1973 | Kotka na rozpalonym blaszanym dachu      | Babcia                                                            |
| 1973 | Listy zza muru                           |                                                                   |
| 1973 | Kram z piosenkami                        | Sprzedawczyni pierników, Pani, Straganiarka, Ciotunia, Dama, Gość |
| 1974 | Człowiek znikąd                          | Członek egzekutywy                                                |
| 1974 | Tango                                    | Eugenia                                                           |
| 1975 | Dziesięć paradoksów prokuratora Kempnera | Sprzątaczka                                                       |
| 1975 | Opera za trzy grosze                     | Celia                                                             |
| 1975 | Beatrix Cenci                            | Wiedźma I                                                         |
| 1975 | Doktor Faustus                           | Gniew                                                             |
| 1976 | Derby w pałacu                           | Pedro Luis Albornos                                               |
| 1976 | Operetka                                 | Lokaj Władysław                                                   |
| 1977 | Poskromienie złośnicy                    | Krawiec                                                           |
| 1977 | Biesy                                    | Wirgińska                                                         |
| 1978 | Hotel z widokiem na potwora              | Marion                                                            |
| 1978 | Wściekłe pieniądze                       | Nadieżda Czeboksarowa                                             |
| 1978 | Kordian                                  |                                                                   |
| 1978 | Poszli ci, którzy powinni                | Kobieta z chóru                                                   |
| 1979 | Klucznik                                 | Babka                                                             |
| 1979 | Czarny romans                            | Generałowa                                                        |
| 1979 | Symfonia domowa                          | Felicja Zygul                                                     |
| 1980 | Baba-Dziwo                               | Valida Vrana                                                      |
| 1981 | Kariera Alfa Omegi                       | Szofer                                                            |
| 1982 | Listopad                                 | Łowczanka                                                         |
| 1982 | Fantazy                                  |                                                                   |
| 1982 | Pastorałka                               | Karczmarka                                                        |
| 1983 | Koniec Europy                            | Żona człowieka ze stygmatami                                      |
| 1983 | Dom otwarty                              | Ciuciumkiewicz                                                    |
| 1984 | Jezioro Bodeńskie                        | Guwernantka                                                       |
| 1985 | Matka                                    | Dorota                                                            |
| 1985 | Zając w potrzasku albo Czerwony Kapturek | Lis                                                               |
| 1985 | Ich czworo                               | Sługa                                                             |
| 1987 | Modlitwa chorego przed nocą              | Osioł                                                             |
| 1987 | Wesele                                   | Chochoł                                                           |
| 1988 | Opłatki polskie                          | Baba z Makutrą                                                    |
| 1990 | Damy i huzary                            | Zuzia                                                             |
| 1990 | Portret                                  |                                                                   |
| 1991 | Ferdydurke                               | Nauczycielka łaciny                                               |
| 1991 | Ghetto                                   | Judyta Azra                                                       |
| 1991 | Polityka                                 | Pokojówka                                                         |
| 1992 | Piękna Lucynda                           | Zuzanna, Terpsychora, Wawrzonek                                   |
| 1993 | Czerwone nosy                            | Boutros II                                                        |
| 1993 | Lot nad kukułczym gniazdem               | Technik                                                           |
| 1994 | Kuglarze i wisielcy                      | Lord kanclerz                                                     |
| 1995 | Roberto Zucco                            | Szefowa                                                           |
| 1996 | Przemiana                                | Prokurent, Posługaczka                                            |
| 1997 | Zimowa opowieść                          | Błazen                                                            |
| 1998 | Crocodilia                               | Mutter                                                            |
| 1999 | Androkles i lew                          | Żebrak                                                            |
| 2000 | Tango                                    | Babcia Eugenia                                                    |
| 2001 | Królowa pięknosci z Leenane              | Mag Folan                                                         |
| 2002 | Oświadczyny                              | Iwan Wasiliewicz Łomow                                            |
| 2002 | Jubileusz                                | Nastazja Mierczutkina                                             |
| 2003 | Król Ryszard III                         | Zakonnica                                                         |
| 2005 | Faust                                    | Weronika                                                          |
| 2005 | Częstochowska Victoria                   | Żebraczka Konstancja                                              |
| 2006 | I to mi zostało...                       |                                                                   |

| Rok  | Sztuka                         | Rola               |
| 1962 | Jesienna nuda                  | Tatiana            |
| 1971 | Pigmalion                      | pani Pearce        |
| 1973 | Pułapka z mahoniu              | Siostra przełożona |
| 1973 | Inwazja jaszczurów             | Barmanka           |
| 1976 | Mała przechadzka pana Lovedaya | Etty               |
| 1977 | Kapelusze                      | Julcia             |
| 1979 | Cathlen, córka Houlihana       | Bridget            |
| 1984 | Wysocki                        | Tobaczyńska        |
| 1986 | Niedostępna                    |                    |
| 1987 | Słoń                           | Warwara            |
| 1987 | Miłosierdzie płatne z góry     |                    |
| 1988 | Pensjonat „Paryż”              | Lala               |

| Rok  | Sztuka                               | Rola                     |
| 1989 | Gdzie diabeł nie może                | Pani II                  |
| 1992 | Lekarz bezdomny                      | Wikcia                   |
| 1993 | Bajka o dobrym smoku                 | Babcinka                 |
| 1994 | Tośka                                | Cesia                    |
| 1994 | Siedem pięter                        | Pielęgniarka z II piętra |
| 1994 | Baśń o tańczącej królewnie           | Wróżka                   |
| 1995 | Gwiazda Polarna i rozśpiewani piraci | Służka I                 |
| 1995 | Ciemno                               | Babka                    |
| 1997 | Czary motyla                         | Święta Karaluszyca       |
| 1997 | Bunia                                | Bunia                    |
| 1998 | Inne rozkosze                        | Oma                      |

| Rok  | Słuchowisko     | Rola |
| 1959 | Myszy w pułapce |      |

| Rok  | Słuchowisko                 | Rola |
| 1987 | Biesiada u hrabiny Kotłubaj |      |

## Nagrody i odznaczenia
| Nagrody     | |
| Rok         | Nagroda |
| 1949        | 1. Festiwal Sztuk Rosyjskich i Radzieckich w Katowicach – nagroda za rolę Szurika w sztuce Bajka                                                                                                 |
| 1988        | 28. Kaliskich Spotkaniach Teatralnych – nagroda za rolę Lali w sztuce Narzeczony Beaty w Teatrze Nowym w Poznaniu                                                                                |
| 1992        | Nagroda „Biały bez” czasopisma Express Poranny |
| 1997        | Złoty Wawrzyn Grzymały |
| 1997        | Medal „Ad perpetuam rei memoriam” wojewody poznańskiego za wybitne osiągnięcia artystyczne przez 60 lat pracy aktorskiej                                                                         |
| 2001        | Ogólnopolski Festiwal Sztuki Filmowej „Prowincjonalia” we Wrześni – statuetka „Jańcia Wodnika” za mistrzostwo aktorskie drugiego planu oraz nagroda Telewizji Polskiej za całokształt twórczości |
| 2001        | Polska Nagroda Filmowa Orzeł za rok 2000 w kategorii „najlepsza drugoplanowa rola kobieca” za rolę w filmie To ja, złodziej                                                                      |
| 2001        | Tytuł „Zasłużony dla Miasta Poznania” |
| 2003        | Nagroda marszałka województwa wielkopolskiego w Poznaniu za osiągnięcia w dziedzinie twórczości artystycznej                                                                                     |
| 2004        | Tytuł Osobowości Wszech Czasów z Wielkopolski, przyznany przez Wielkopolan w plebiscycie widzów „Kino Polska”, czytelników „Gazety Poznańskiej” i słuchaczy Radia Merkury                        |
| 2004        | Nagroda statuetki „Rogal i Pióro”, „Naszego Klubu” w Poznaniu |
| 2004        | 29. Festiwal Polskich Filmów Fabularnych w Gdyni – nagroda jury za pierwszoplanową rolę kobiecą (wybitna kreacja aktorska) za rolę Nikifora w filmie Mój Nikifor                                 |
| 2004        | Nagroda Gazety Wyborczej „Gigant” za poznański styl pracy |
| 2005        | Super Wiktor |
| 2005        | VII Międzynarodowy Festiwal Filmowy w Manili – nagroda za najlepszą rolę kobiecą, za rolę Nikifora w filmie Mój Nikifor                                                                          |
| 2005        | Międzynarodowy Festiwal Filmowy w Valladolid – nagroda za główną rolę kobiecą, za rolę Nikifora w filmie Mój Nikifor                                                                             |
| 2005        | V Międzynarodowy Festiwal Aktorski „Stożary” w Kijowie – Grand Prix za rolę Nikifora w filmie Mój Nikifor                                                                                        |
| 2005        | 40. Międzynarodowy Festiwal Filmowy w Karlowych Warach – nagroda dla najlepszej aktorki za rolę Nikifora w filmie Mój Nikifor                                                                    |
| 2005        | Złota Kaczka – nagroda dla najlepszej aktorki za rolę Nikifora w filmie Mój Nikifor |
| 2005        | 12. Ogólnopolski Festiwal Sztuki Filmowej „Prowincjonalia” we Wrześni – statuetka „Jańcia Wodnika”, nagroda za najlepszą rolę kobiecą, za rolę Nikifora w filmie Mój Nikifor                     |
| 2005        | Orzeł – Polska Nagroda Filmowa w kategorii najlepsza aktorka w roli pierwszoplanowej, za rolę Nikifora w filmie Mój Nikifor                                                                      |
| 2005        | 1. miejsce (Złota Piątka) w plebiscycie czytelników TeleRzeczpospolitej |
| 2005        | Nagroda Wielka Pieczęć Poznania |
| 2006        | IV Międzynarodowy Festiwal Filmowy w Pune – nagroda za najlepszą rolę kobiecą, za rolę Nikifora w filmie Mój Nikifor                                                                             |
| 2006        | 7. Międzynarodowy Festiwal Filmów Autorskich w Rabacie – nagroda aktorska za kreację Nikifora w filmie Mój Nikifor                                                                               |
| 2006        | Międzynarodowy Festiwal Filmowy w Zimbabwe – nagroda za najlepszą rolę kobiecą, za rolę Nikifora w filmie Mój Nikifor                                                                            |
| 2006        | III Europejski Festiwal Filmowy Integracja Ty i Ja w Koszalinie – nagroda specjalna za główną rolę w filmie Mój Nikifor                                                                          |
| Odznaczenia | |
| Rok         | Odznaczenie |
| 1955        | Srebrny Krzyż Zasługi |
| 1966        | Odznaka „Zasłużony Działacz Kultury” |
| 1966        | Odznaka Honorowa Miasta Łodzi |
| 1974        | Odznaka „Zasłużony Działacz Kultury” |
| 1979        | Odznaka Honorowa Miasta Poznania |
| 2005        | Krzyż Komandorski Orderu Odrodzenia Polski |
| 2007        | Order Uśmiechu przyznany przez Międzynarodową Kapitułę Orderu Uśmiechu w 2006 na wniosek dzieci z Poznania                                                                                       |